# Mapa w orientacji południowej

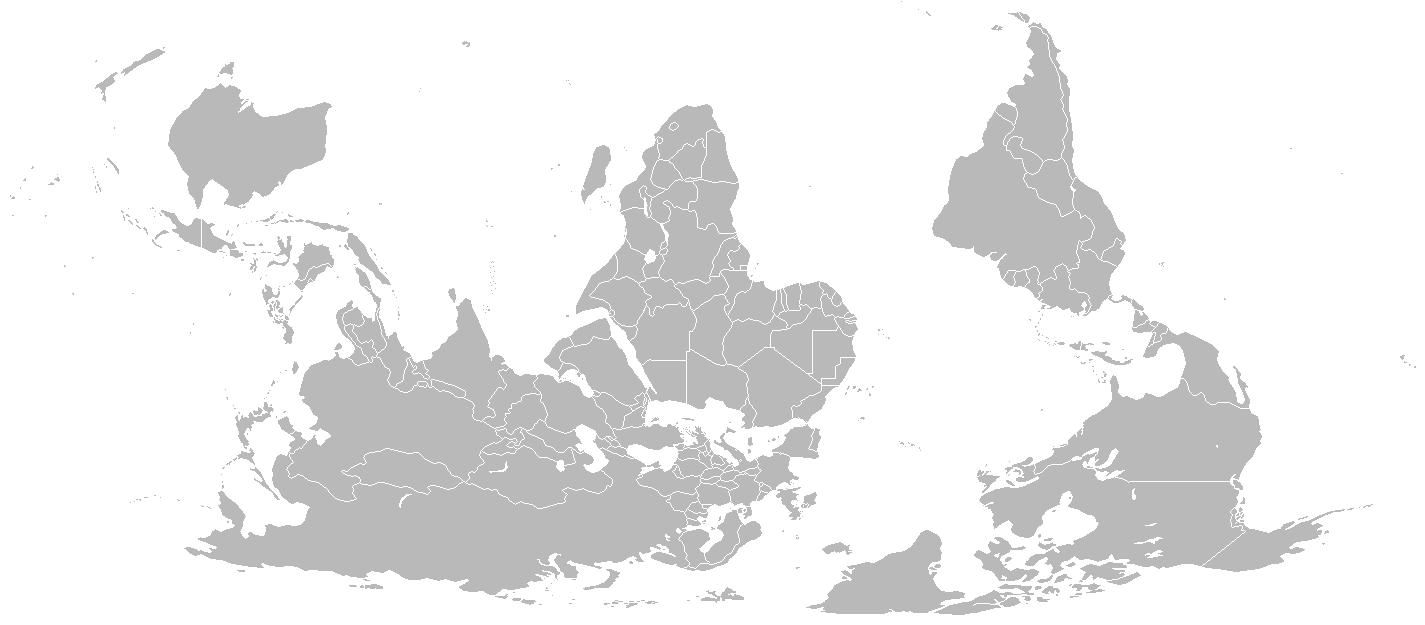
Mapa w orientacji południowej

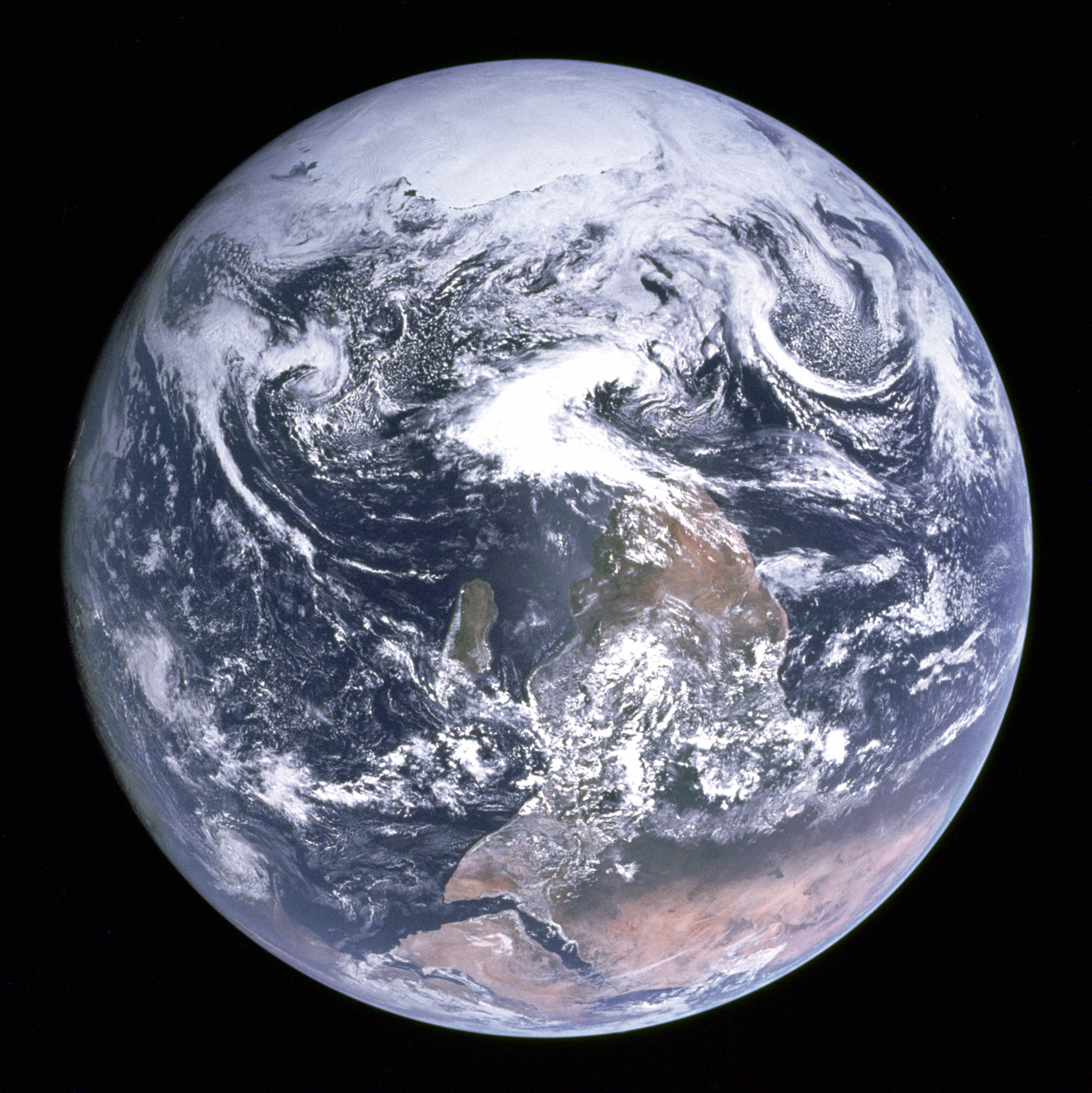
Fotografia The Blue Marble

Mapa w orientacji południowej – mapa, na której kierunek południowy wykreślony jest w górę, północny w dół, kierunek wschodni w lewo, a zachodni w prawo. W ten sposób półkula południowa znajduje się u góry mapy zamiast w jej dolnej części.
Jest to typ mapy o wiele mniej popularny niż mapa w orientacji północnej. Tego typu mapy są tak samo dokładne jak mapy powszechnie stosowane, ponieważ kierunek północny na mapie jest kierunkiem umownym. Mapy z orientacją południową stosowane były w wielu kulturach na przestrzeni lat. W Europie jeszcze w XVII wieku tak orientowano mapy wojskowe (np. mapy Beauplana). Konwencja, według której północ na większości współczesnych map jest oznaczona w górę (południe w dół itd.) została zastosowana przez astronoma Ptolemeusza i szeroko przyjęta przez innych kartografów.
W czasach współczesnych, mapy w orientacji południowej służą np. do nauki. Nie są to zwyczajnie odwrócone o 180° tradycyjne mapy, gdyż orientacja tekstu musi zostać zachowana. Urugwajski konstruktywista, Joaquín Torres García jest autorem mapy Ameryki Południowej, gdzie kierunek południowy zorientowany jest w górę.
Przykładem orientacji południowej jest fotografia Ziemi – The Blue Marble, wykonana z pokładu statku kosmicznego Apollo 17. Pierwotnie, na zdjęciu biegun południowy znajdował się u góry, wyspa Madagaskar na lewo od środka, a po prawej Afryka. Jednakże zdjęcie zostało odwrócone o 180° tak, aby dopasować je do tradycyjnej perspektywy.